# Михал Хорњак
Михал Хорњак (чеш. Michal Horňák; Всетин, 28. април 1970) бивши је чешки фудбалер.

## Каријера
Дебитовао је 1988. године за прашку Спарту, одиграо 5 мечева у првенству. Годину дана касније отишао је у Хеб, а потом годину дана касније вратио се у Спарту. У наредних једанаест сезона, за Спарту је одиграо 234 утакмице и постигао 13 голова. Године 2001, на врхунцу каријере, прешао је у аустријски клуб ЛАСК из Линца. У лето 2003. прешао је у Опаву. Годину дана касније, поново је отишао у Аустрију, играо је за тим Хорн у трећој аустријској Бундеслиги. У пролеће 2005. године задобио је повреду тетиве и био принуђен да раскине уговор са клубом. Тек 2007. године завршио је играчку каријеру, играјући за чешког четвртолигаша Клатови.
Од 1995. до 1999. играо је за репрезентацију Чешке, наступио на 38 утакмица и постигао један гол. Са репрезентацијом је освојио сребрну медаљу на Европском првенству у Енглеској 1996. године.
Након завршетка играчке каријере, ради као фудбалски тренер.

## Успеси

### Репрезентација
Чешка
- Европско првенство друго место: 1996.